# Kroehnkita
La kroehnkita o kröhnkita és un mineral de la classe dels sulfats que pertany i dona nom al supergrup de la kröhnkita. Rep el seu nom de B. Kröhnke, la primera persona que la va analitzar. Va ser descoberta l'any 1876 a la mina Chuquicamata, prop de Calama a la província d'Antofagasta (Xile). Pertany al grup roselita de minerals.

## Característiques
La kröhnkita és un sulfat de coure i sodi hidratat, membre del grup roselita en el qual s'enquadren tots els sulfats monoclínics. Cristal·litza en el sistema monoclínic, formant petits cristalls. El seu hàbit també pot ser fibrós o massiu, o en forma d'incrustacions en matriu. La seva duresa es troba entre 2,5 i 3 a l'escala de Mohs. La seva fractura és concoidal i pot formar macles en forma de cor.
Segons la classificació de Nickel-Strunz, la kroehnkita pertany a «07.CC: Sulfats (selenats, etc.) sense anions addicionals, amb H₂O, amb cations de mida mitjana i grans» juntament amb els següents minerals: krausita, tamarugita, kalinita, mendozita, lonecreekita, alum-(K), alum-(Na), tschermigita, lanmuchangita, voltaita, zincovoltaita, pertlikita, ammoniomagnesiovoltaita, ferrinatrita, goldichita, löweita, blödita, nickelblödita, changoita, zincblödita, leonita, mereiterita, boussingaultita, cianocroita, mohrita, nickelboussingaultita, picromerita, polihalita, leightonita, amarillita, konyaita i wattevilleita.

## Formació i jaciments
Apareix de forma rara, com un mineral secundari format en les zones d'oxidació hidrotermal en els jaciments de minerals del coure, típicament en climes molt àrids com el del desert d'Atacama. Sol trobar-se associada a altres minerals com: atacamita, blödita, calcantita, antlerita o natrocalcita. Només apareix en les zones dels jaciments on hi ha hagut alteració hidrotermal, pel que és utilitzat com a indicador d'on s'ha produït aquesta, sent molt útil, ja que allà se solen trobar minerals d'importància industrial.